# LeRoy Percy
LeRoy Percy, född 9 november 1860 i Washington County, Mississippi, död 24 december 1929 i Memphis, Tennessee, var en amerikansk politiker (demokrat). Han representerade delstaten Mississippi i USA:s senat 1910-1913.
Percy utexaminerades 1879 från University of the South. Han avlade 1881 juristexamen vid University of Virginia. Han var sedan verksam i Mississippi som advokat och som plantageägare.
Senator Anselm J. McLaurin avled 1909 i ämbetet och James Gordon blev utnämnd till senaten fram till fyllnadsvalet följande år. Delstatens lagstiftande församling valde Gordons efterträdare. Rasistledaren James K. Vardaman hade det starkaste stödet av de enskilda kandidaterna men hans motståndare förenade sig bakom Percy som fick majoriteten av rösterna.
Percy kandiderade till en hel mandatperiod i senaten men besegrades i demokraternas primärval av Vardaman. Theodore G. Bilbo var Vardamans kampanjchef och den vinnande kampanjen dels kritiserade Percy som en aristokratisk representant för överklassen, dels i rasistiska tongångar kritiserade hans progressiva syn gällande utbildning för de svarta.
Percy blev 1922 mera allmänt känd då han fördömde Ku Klux Klans försök att organisera sig i Washington County, Mississippi.
Percys grav finns på Greenville Cemetery i Greenville, Mississippi.